# Ханжонкове-Північне
Ханжонкове-Північне — житлове селище в Радянському районі міста Макіївки.

## Історія
Селище почало забудовуватися 1948 року разом з будівництвом шахти «Ханжонківська-Північна». Підпорядковувалось Верхньокринській сільській раді Харцизького району. 14 вересня 1956 року рішенням Сталінського облвиконкому селище шахти Ханженкове-Північна Верхньокринської сільської ради Харцизького району було включено у межі міста Макіївки.

## Інфраструктура
Основним діючим підприємством селища була шахта «Ханжонківська-Північна» (в минулому «21-біс», «імені 9-ї п'ятирічки») ДХК «Макіїввугілля». У селищі розташована загальноосвітня школа № 1 міста Макіївки. Шахта почала працювати в 1955-56 р. Потім на базі цієї шахти працювала філія заводу Топаз. Школа була в будинку профілакторію. В 1970 р. почали забудовувати квартал 8. Новий дитсадок був відкритий в 1972 р. В 1974 р. була збудована нова школа.
У селищі діяв завод залізобетонних виробів. Є водолікарня, храм.
Зараз (2010 р.) будується Собор Божої Матері Цілительки.
З 2002 року працює комітет самоорганізації населення (КСОН).
У лютому 2009 року в будівлі дитячого садку відкрита амбулаторія (філія поліклініки № 6).

## Уродженці
- Тутта Ларсен — російська журналістка